# 小暗斑

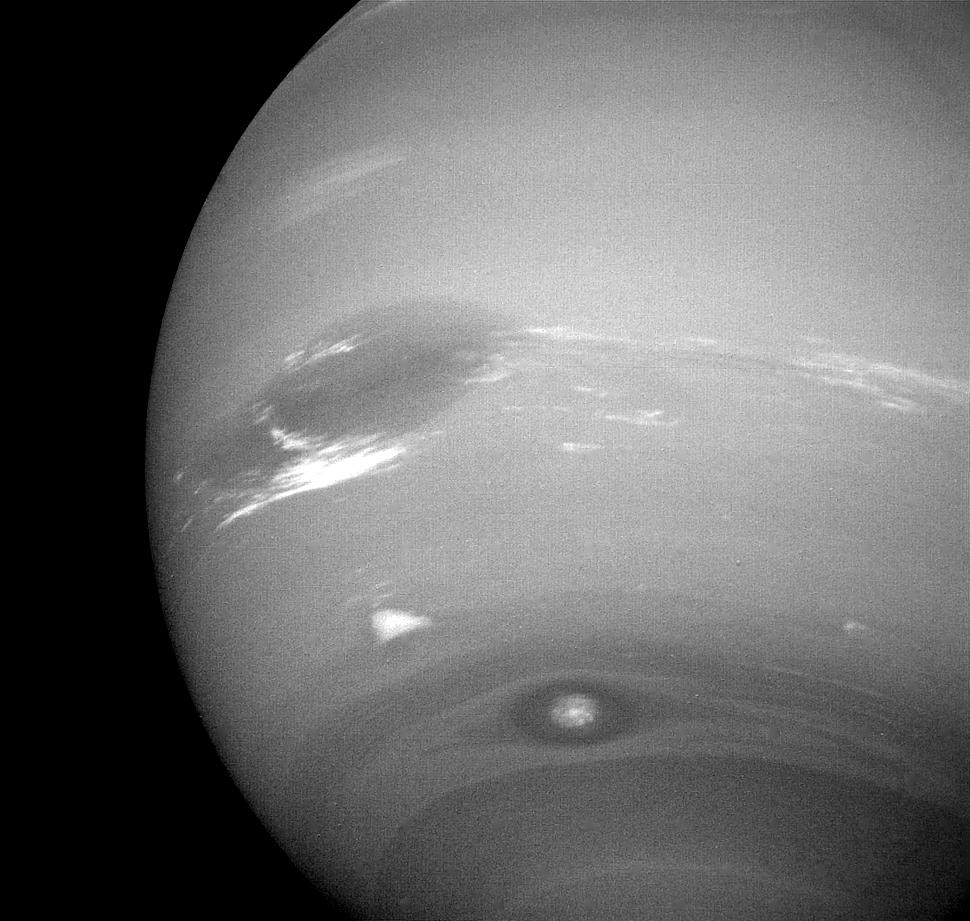
大黑斑（上），急駛風暴雲（中間的白雲）和小黑斑（底部）。

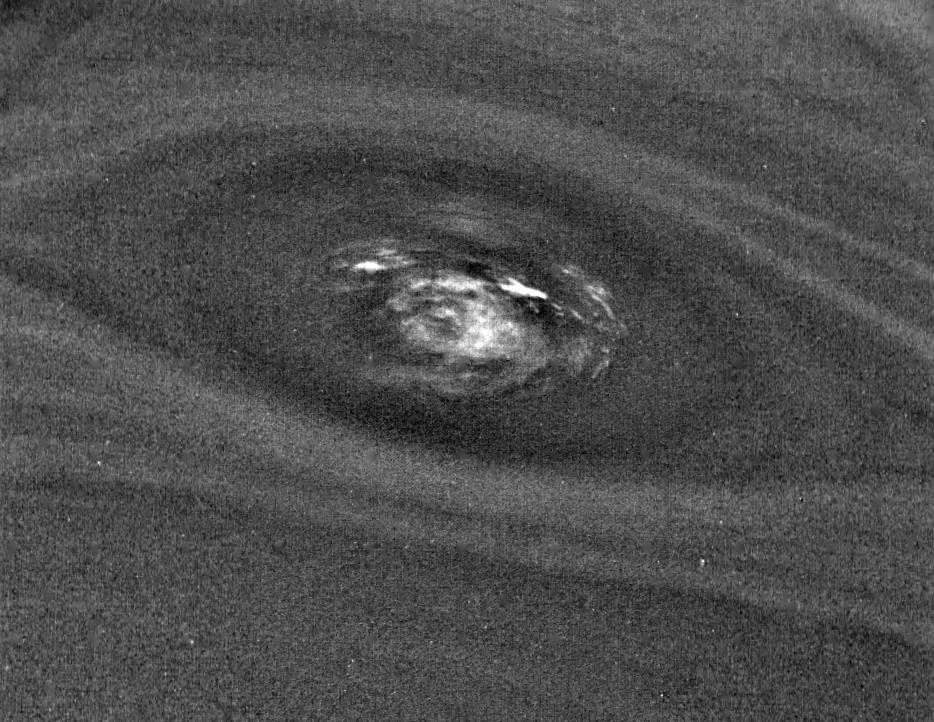
小黑斑的高解析影像。

小暗斑（Small Dark Spot），也稱為2號暗斑或巫師之眼，是出現在海王星上的氣旋風暴。當航海家2號在1989年飛越時，它是在那顆行星上第二強大的風暴。到1994年使用哈勃望远镜观察，发现其已经消失了。